# ناثانيل ويلز
ناثانيل ويلز (بالإنجليزية: Nathaniel Wales)‏ هو سياسي أمريكي، ولد في 25 نوفمبر 1819، وتوفي في 1901. حزبياً، نشط في الحزب الجمهوري.